# Коабітація
Коабітація (з фр. cohabitation — співжиття, співіснування) — політичний термін, який застосовується для визначення періоду вимушеного співіснування Уряду та Президента, представлених політичними силами, що перебувають в опозиції одна до одної.
Особливою рисою коабітації є те, що президент за умов опозиційної діяльності щодо нього парламентської більшості втрачав право впливати на призначення прем'єр-міністра і був змушений вносити на розгляд парламенту ту кандидатуру, яку йому пропонувала парламентська більшість. В підсумку обидва політичні опоненти ставали взаємозалежні і мали шукати компроміс, оскільки президент має право накладати вето, а парламент має можливість почати імпічмент президента.
Перша коабітація відбулася в 1986 році, коли президент-соціаліст Франсуа Міттеран призначив голліста Жака Ширака (голову Консервативної асамблеї Республіки) прем'єр-міністром після перемоги правих на парламентських виборах. Цей період тривав до 1988 року, коли Франсуа Міттеран був переобраний на другий термін і Національні збори (нижня палата парламенту) були розпущені.
Період другої коабітації, який отримав назву «оксамитової» (фр. cohabitation de velours), припадає на 1993—1995 роки. Франсуа Міттеран продовжував бути президентом і знову мав співпрацювати з правим урядом на чолі з прем'єр-міністром Едуардом Баладюром.
Третя коабітація відбулася у 1997—2002 роках після перемоги коаліції так званих плюралістичних лівих (фр. Gauche plurielle) на дострокових парламентських виборах. Це сталося через розпуск Національних зборів 21 квітня 1997 року Жаком Шираком. На початку третього року його президентства Францію охопила найбільша хвиля страйків після травневих подій 1968 року. Були протести проти планів тодішнього прем'єр-міністра Алена Жюппе скоротити існуючу систему соціального забезпечення. Посаду глави уряду Ширак довірив першому секретарю Соціалістичної партії — Ліонелю Жоспену.
Оскільки 2000 року термін каденції президента Франції було скорочено з семи до п'яти років, у Франції в цьому ж році відбулися президентські та парламентські вибори. Основою цієї конституційної поправки, яка була схвалена населенням на референдумі 24 вересня 2000 року, стало, серед іншого, зменшення ймовірності коабітації на майбутнє. Однак у разі дострокового розпуску парламенту або дострокових президентських виборів терміни повноважень можуть знову розійтись у датах.

## Характеристика
У ситуації, коли політику веде переважно уряд, президент може саботувати її, відмовляючись підписувати розпорядження. Тоді уряд змушений представити їх через парламент. Теоретично президент також може скористатися правом розпустити Національні збори, що в звичайному режимі здається політично неможливим.
Оскільки президент є главою збройних сил і представником Франції за кордоном, міністри оборони та закордонних справ зазвичай обираються консенсусом між президентом і прем'єр-міністром.
Деякі вважають коабітацію фатальною для функціонування французької держави, оскільки вона може перешкодити проведенню важливих реформ. Однак, за словами Ліонеля Жоспена, її функціонування можливе, оскільки уряд може бездоганно виконувати свою функцію. Жоспен вважає, що коабітація шкідлива лише в разі розбіжностей усередині виконавчої влади, коли виникає бажання конфронтації між президентом і прем'єр-міністром.
Як каталізатор політичних змін коабітація (або навіть можливість її настання) стає противагою надзвичайно тривалому (сім років до 2002 року) терміну повноважень президента. Тому з 2000 року було введено п'ятирічний президентський термін (Конституційний закон № 2000—964 від 2 жовтня 2000 р.). Це збіглося з президентськими виборами 2002 року.
Джованні Сарторі згадує у свої працях коабітацію, як ситуацію коли при об'єднаній більшості президент має більше впливу ніж прем'єр-міністр, а при розколотій більшості прем'єр-міністра підтримує власна більшість.

## Коабітація у Франції

### Передумови
У французькій політичній системі парламентська система є дуалістичною — значну роль у ній відіграє президент. Коабітація має місце тоді, коли вищі представники виконавчої влади — президент і уряд — належать до протилежних політичних груп. Один з творців нової Конституції Франції Мішель Дебре у своїй промові 27 серпня 1958 року заявив, що президент є «наріжним каменем» такої системи: якщо він користується підтримкою парламентської більшості, він відіграє важливу роль в країні, якщо ні — значно меншу. Згідно з конституцією 1958 року, президент представляє Францію за кордоном і вирішує напрями зовнішньої політики, а прем'єр-міністр відповідає за внутрішні справи країни. У разі коабітації президент розділяє свої повноваження з прем'єр-міністром.
Першим про можливість коабітації заговорив президент Валері Жискар д'Естен у 1983 році, а власну назву явищу дав прем'єр-міністр Франції Едуар Балладюр. Тим не менш, хоча два з прем'єр-міністрів не належали до президентської партії УДФ, ці періоди не вважаються коабітацією.

#### Перша коабітація
| Перша коабітація (1986—1988) | Перша коабітація (1986—1988)       |
| ---------------------------- | ---------------------------------- |
|                              |                                    |
| Франсуа Міттеран Президент   | Жак Ширак Прем'єр-міністр          |
| Соціалістична партія         | Об'єднання на підтримку Республіки |

Перша коабітація у Франції тривала з березня 1986 по травень 1988 року. З 1981 року посаду президента обіймав Франсуа Міттеран, а після виборів до Національних зборів у березні 1986 року парламентську більшість здобули праві партії.
Франсуа Міттеран призначив Жака Ширака прем'єр-міністром, головою партії RPR (Асамблея республіки). Вперше в історії П'ятої республіки главою держави стали президент і прем'єр-міністр різних політичних поглядів.
Президент Міттеран міг би вчинити інакше, оскільки стаття 8-1 Конституції Французької Республіки дозволяла йому призначати прем'єр-міністра за його власними політичними переконаннями. Міттеран також міг призначити центристського прем'єр-міністра, який міг би отримати більш широке визнання. Іншим рішенням міг би бути розпуск парламенту. Це змусило б виборців усвідомити суперечність у вищих ешелонах влади, і дало б надію президенту, що він досягне успіху на перевиборах. І лише у випадку програшу на перевиборах президент був би змушений погодитися з результатами та призначити прем'єр-міністра відповідно до волі виборців. Натомість Франсуа Міттеран вважав за краще уникнути конфронтації і відразу призначив посаду прем'єр-міністра від партії-переможця.
Під час першої коабітації між прем'єр-міністром і президентом виникали суперечки, особливо у сфері зовнішньої політики та з деяких питань внутрішньої політики. Під час формування уряду президент виступив проти призначення деяких міністрів. Тоді він відмовився підписувати положення про приватизацію, виборчі округи чи зміни робочого часу, що спричинило конституційні суперечки. Проте певний баланс у функціонуванні державних інституцій було досягнуто. У цей період були створені неписані правила, яких дотримувалися в подальших коабітаціях, завдяки чому Франція зайняла цілісну позицію на міжнародній арені. Найцікавішим прикладом компромісу стали прес-конференції після великих міжнародних самітів. Президент Міттеран спочатку хотів говорити за себе, однак після протестів прем'єр-міністра Ширака в конференціях почали брати участь обидва представники влади. Прем'єр-міністр і президент по черзі відповідали на запитання журналістів.
Кабінет Ширака проводив ліберально-консервативну політику. Він скасував податки на багатство та приватизував державні компанії. Ці дії викликали протидію лівих рухів, що опосередковано підтримувались Міттераном. З іншого боку, така двоїстість виконавчої влади викликала критику колишнього консервативного прем'єр-міністра Раймона Барра, який набрав на момент президентських виборів високий рейтинг. У січні 1988 року за опитуваннями Раймон Барр випереджав Жака Ширака. З лютого, однак, Ширак почав лідирувати за рейтингом на правому крилі.
У другому турі президентських виборів 1988 року відбулося протистояння між Франсуа Міттераном і Жаком Шираком. Вперше президент і прем'єр-міністр стають опонентами на загальнонаціональному голосуванні. Теледебати перед другим туром турами стали піком суперництва між політиками. Жак Ширак на них заявив Міттерану: «Сьогодні ввечері я не прем'єр-міністр, а ви не президент Республіки. Ми два кандидати, рівні. […] Тож ви дозволите мені називати вас месьє Міттераном»; Глава держави на це з сарказмом відповів: «Ви абсолютно праві, пане прем'єр-міністре». 8 травня 1988 року Міттеран був переобраний на посаду з 54,02 % голосів. Його стратегія виснаження виконавчої влади спрацювала і дозволила йому залишитись президентом. З цією новознайденою легітимністю Міттеран призначає свого однопартійця Мішеля Рокара новим прем'єр-міністром і вирішує розпустити Національні збори. На позачергових парламентських виборах, що пройшли у червні 1988 року, більшість отримала пропрезидентська Соціалістична партія із 275 мандатами, що таким чином остаточно завершило першу коабітацію.
| Друга коабітація (1993—1995) | Друга коабітація (1993—1995)       |
| ---------------------------- | ---------------------------------- |
|                              |                                    |
| Франсуа Міттеран Президент   | Едуар Баладюр Прем'єр-міністр      |
| Соціалістична партія         | Об'єднання на підтримку Республіки |

#### Друга коабітація
Друга коабітація тривала з березня 1993 року по травень 1995 року. Вона виникла після парламентських виборів 21 і 28 березня 1993 року, які змінили співвідношення сил у Національних зборах. Після виборів праві отримали 472 з 577 депутатських місць.
Особистість як президента Франсуа Міттерана, так і прем'єр-міністра Едуара Баладюра мала значний вплив на хід цього співжиття. Через ввічливі стосунки між ними цю коабітацію назвали «оксамитовою» (фр. cohabitation de velours).
На цей істотно вплинули події в Руанді. На момент встановлення коабітації в колишній французькій колонії тривала громадянська війна військова операція Норуа (фр. Noroît) (з 1990 року). Також велися переговори щодо Арушських домовленостей. Після їх підписання в серпні 1993 року і організації Місії ООН з надання допомоги Руанді (MINUAR) у грудні того ж року Франція вивела війська з країни, залишивши на місці близько тридцяти солдатів. У 1994 році, коли почався геноцид у Руанді, Франція розпочала військову операцію «Амаріліс» (фр. Opération Amaryllis) з евакуації іноземців. Наявність коабітації жодним чином не завадила проведенню операції.
У цей період Франція була дуже активною на міжнародній арені. Після завершення геноциду мирних жителів Організація Об'єднаних Націй дозволила уряду Франції провести операцію «Бірюза» (фр. Opération Turquoise), яка кваліфікувалась як гуманітарна. Це викликало чимало суперечок, як серед армії, так і серед представників влади. 21 червня 1994 року прем'єр-міністр Балладур надіслав листа президенту, в якому попередив про неоколоніальний аспект акції та висловив сумніви щодо гуманітарного характеру заходу.
Друга коабітація закінчується президентськими виборами 1995 року. Попередній президент Франсуа Міттеран не брав участі у виборах, а Едуар Балладюр обіцяв іншому члену своєї партії Жаку Шираку, що не претендуватиме на пост президента, однак, оскільки всі опитування показували йому широку підтримку населення та консервативних політиків, він вирішив балотуватись. У результаті виникло неочікуване суперництво між Балладюром і Шираком. В той же час пропрезидентська Соціалістична партія була значно ослаблене скандалами та загальним розчаруванням Міттераном. У червні 1994 року колишній прем'єр-міністр Мішель Рокар втратив верховенство в Соціалістичній партії після провальних результатів виборів до Європейського парламенту. Жак Делор відмовився виставляти свою кандидатуру від СП через розбіжності з новим партійним лідером Анрі Еммануеллі і колишнього міністра освіти Ліонеля Жоспена було обрано кандидатом на вибори від соціалістів. Жак Ширак переміг у другому турі Жоспена і призначив на посаду прем'єра свого однопартійця Алена Жюппе.

#### Третя коабітація
| Третя коабітація (1997—2002)       | Третя коабітація (1997—2002)   |
| ---------------------------------- | ------------------------------ |
|                                    |                                |
| Жак Ширак Президент                | Ліонель Жоспен Прем'єр-міністр |
| Об'єднання на підтримку Республіки | Соціалістична партія           |

Третя коабітація тривала з 1997 по 2002 роки. Подія відбувалася в значно іншому політичному контексті, ніж попередні дві. По-перше, це сталося в результаті раптового розпуску Національних зборів за рік до парламентських виборів. По-друге, коабітація почалася лише через два роки після вступу президента на посаду і тривала до кінця його 7-річного терміну, а також до кінця парламентської каденції.
Пропрезидентський прем'єр-міністр Ален Жюппе спирався на консервативну парламентську більшість. Однак його реформи системи соціального забезпечення (план Жюппе) викликали соціальну кризу в листопаді-грудні 1995 року. Ален Жюппе та сам Ширак стали дуже непопулярними. Навесні 1997 року Жак Ширак спробував знизити вплив лівої опозиції достроковим розпуском Національних зборів. У телевізійній промові 21 квітня 1997 року президент Франції заявив, що необхідні реформи вимагають «сильної більшості з достатнім часом для дій». Він також додав, що «відтепер мають бути внесені серйозні зміни. Потрібно зробити все, щоб у найближчі п'ять років збільшити рушійну силу політиків. Щоб досягти успіху, Франції потрібно знову відчути свої вітрила. Для цього необхідна чітка підтримка громадян».
З наближенням виборів знову виникла можливість коабітації. У промові 20 травня 1997 року про міжнародну політику, особливо Європейський Союз, Жак Ширак сказав: «Не забуваймо, що якщо Франція не виступатиме єдиним сильним голосом, вона не буде захищати свої інтереси». Він побічно попередив виборців про можливі наслідки перемоги опозиції на виборах, однак наступного дня лідер опозиції Ліонель Жоспен оголосив, що навіть протягом періоду коабітації Франція все одно буде виступати в один голос. В інтерв'ю газеті Le Figaro, він також нагадав, що «конституція чітко визначає компетенцію органів влади, навіть в разі коабітації. Коабітація не є таємничою, оскільки вона вже була двічі. Найголовніше — дотримуватися правил розподілу компетенцій».
Після оголошення дострокових виборів опитування передбачали перемогу правої більшості. Однак ліва коаліція запропонувала програму соціальних реформ, щоб знизити високий рівень безробіття. Програма містила зниження робочого тижня до 35 годин. Величезна непопулярність Алена Жюппе сприяла легкій перемозі коаліції «Плюралістичні ліві» (фр. Gauche plurielle, до складу якої входили Соціалістична партія, Французька комуністична партія, Радикальна партія лівих, Громадський рух та Зелені), які отримали абсолютну більшість на парламентських виборах 25 травня та 1 червня 1997 року.
2 червня 1997 року Жак Ширак призначив соціаліста Ліонеля Жоспена прем'єр-міністром, розпочавши таким чином третю коабітацію. Вона почалася з юридичного роз'яснення. 14 липня 1997 року на щорічній прес-конференції, присвяченій Національному дню Франції, Жак Ширак сказав: «Конституція передбачає певні правила; ці правила встановлюють певні пріоритети і, так би мовити, фактично дають останнє слово Президенту». Але вже через два дні на засіданні Ради міністрів Ліонель Жоспен виправив заяву президента: «Немає такої сфери в політиці, в якій останнє слово мав би президент».
2002 року Жоспен, після несподіваного провалу в першому турі президентських виборів, оголосив про свій відхід з політики. Жак Ширак легко переміг представника ультраправих сил Жан-Марі Ле Пена і залишився на другий термін, набравши 82,2 % поданих голосів. Консервативні сили, що виступали за Жака Ширака, започаткували «Союз за президентську більшість» (фр. Union pour la majorité présidentielle або UMP) для підготовки парламентських виборів (пізніше перейменований в Союз за народний рух). Основний лейтмотив виборної кампанії Союзу за президентську більшість був виступ проти коабітації, яка призвела, на думку Союзу, до негараздів, які трусили Францію останніми роками і зростання радикальних настроїв, як праворуч так і ліворуч. Тим часом прем'єр-міністром був призначений представник пропрезидентської сили Жан-П'єр Раффарен.
Перед парламентськими виборами 2002 року Жак Ширак зробив свої критичні зауваження. Раніше, 14 липня 1999 року, він стверджував, що співжиття було «конструктивним», а рівно через два роки він розкритикував уряд за «небажання діяти у питаннях безпеки» та його «консерватизм» щодо майбутніх реформ. В результаті на парламентських виборах «Союз народного руху» здобув абсолютну більшість у Національних зборах, закінчивши таким чином третю коабітацію.

## Коабітація в Україні
У час президентства Віктора Ющенка ситуація коабітації охоплює період з 4 серпня 2006 року і до 18 грудня 2007 року, коли була внаслідок «коаліціади» була сформована «Антикризова коаліція» на основі Партії регіонів, а на чолі уряду був Віктор Янукович, що призвело до політичної кризи 2007 року та дострокових парламентських виборів.

## Інші країни
Аналогічна ситуація може виникати і в деяких інших країнах, де президент має обмежені повноваження при формуванні уряду:
- Болгарія (2009—2012). Після поразки на парламентських виборах 2009 року президент-соціаліст Георгій Пирванов був змушений співпрацювати з консервативним урядом Бойка Борисова, що призвело до спроби імпічменту у березні 2010 року[10].
- Грузія (2012—2013). На парламентських виборах 2012 року перемогла опозиційна партія, яка висунула свого прем'єр-міністра Бідзіну Іванішвілі, опозиційного до тодішнього президента Міхеіла Саакашвілі[11].
- Польща. З 1995 року Польща має політичну систему, дуже схожою на французьку, через що також регулярно стали виникати коабітації. Зокрема з 1997 по 2001 рік лівому президенту Александру Квасневському довелося боротися з правоцентристським урядом на чолі з прем’єр-міністром Єжи Бузеком, а з листопада 2007 року по квітень 2010 року право-консервативний президент Лех Качинський мав працювати разом із ліберальним урядом прем’єр-міністра Дональда Туска.
- Румунія (2007—2008, 2012—2014, 2014—2015, 2017, 2017—2018, 2018—2019). У Румунії було шість періодів спільного проживання, в яких брали участь два президенти та п'ять прем'єр-міністрів[12].
- Фінляндія. Зміна конституції 2000 року обмежила повноваження президента: він більше не призначає прем'єр-міністра, його призначає парламент. Крім того, депутатський і президентський терміни не мають однакової тривалості (відповідно чотири та шість років), тому коабітація відбувається досить часто.
- Шрі-Ланка. Політика Шрі-Ланки протягом багатьох років була свідком запеклої боротьби між президентом і прем'єр-міністром, які належали до різних партій і обиралися окремо. З 2004 року президент має більшу політичну владу.

## Ситуація в інших системах правління
У президентських системах правління також може виникнути ситуація, коли президент і фракція більшості в парламенті належать до різних таборів. Це особливо часто зустрічається в політичній системі Сполучених Штатів, де її називають розділеним урядом.
У парламентській системі правління, в якій уряд формується з парламентської більшості, ситуація, порівнянна із коабітацією, принципово виключена. Однак у двопалатних системах може статися так, що більшість в верхній і нижній палаті належать до опозиційних партій. Японська політична система використовує термін «Неджіре Коккай» (яп. ねじれ国会, «перекручений парламент»).